# Morlaàs
Pour les articles homonymes, voir Morlaàs (homonymie).
Morlaàs (prononcé [mɔʁlas] ; en béarnais Morlans ou Mourlaàs) est une commune française située dans le département des Pyrénées-Atlantiques, en région Nouvelle-Aquitaine. Le nom "Morlaàs" a la même origine que Morlanne: "mor lana" en gascon qui se traduit par "sommet sur la lande".
Le gentilé est Morlanais.

## Géographie

### Localisation
La commune de Morlaàs se trouve dans le département des Pyrénées-Atlantiques, en région Nouvelle-Aquitaine.
Elle se situe à 11,4 km par la route de Pau, préfecture du département, bureau centralisateur du canton du Pays de Morlaàs et du Montanérès dont dépend la commune depuis 2015 pour les élections départementales
La commune fait en outre partie du bassin de vie de Pau.
Les communes les plus proches sont : 
Saint-Jammes (1,8 km), Serres-Morlaàs (2,0 km), Maucor (2,1 km), Higuères-Souye (3,8 km), Buros (3,9 km), Ouillon (3,9 km), Bernadets (4,1 km), Gabaston (4,7 km).
Sur le plan historique et culturel, Morlaàs fait partie de la province du Béarn, qui fut également un État et qui présente une unité historique et culturelle à laquelle s’oppose une diversité frappante de paysages au relief tourmenté.

### Communes limitrophes
Morlaàs est limitrophe de 10 communes dont Pau au sud-ouest et Sendets en deux endroits.
Les communes limitrophes sont  Andoins, Buros, Gabaston, Idron, Maucor, Ouillon, Pau, Saint-Jammes, Sendets et Serres-Morlaàs.
| Maucor              | Saint-Jammes   | Gabaston         |
| Buros               | Morlaàs        | Ouillon          |
| Pau, Idron, Sendets | Serres-Morlaàs | Andoins, Sendets |

### Paysages et relief
La forêt communale de Lahitau s'étend sur trente-deux hectares, à quelques kilomètres de Morlaàs.

### Hydrographie
La commune est drainée par le Luy, le Luy de Béarn, l'Aïgue Longue, la Gouttere de Babachette, le Lannot, Lelusset, et par divers petits cours d'eau, constituant un réseau hydrographique de 14 km de longueur totale,.
Le Luy, d'une longueur totale de 154,5 km, prend sa source dans la commune d'Espoey et s'écoule d'est en ouest. Il traverse la commune et se jette dans l'Adour à Rivière-Saas-et-Gourby, après avoir traversé 65 communes.
Le Luy de Béarn, d'une longueur totale de 76,6 km, prend sa source dans la commune d'Andoins et s'écoule du sud-est vers le nord-ouest. Il traverse la commune et se jette dans le Luy à Gaujacq, après avoir traversé 30 communes.
L'Aïgue Longue, d'une longueur totale de 24,4 km, prend sa source dans la commune de Pau et s'écoule du sud-est vers le nord-ouest. Il traverse la commune et se jette dans le Luy de Béarn à Momas, après avoir traversé 13 communes.

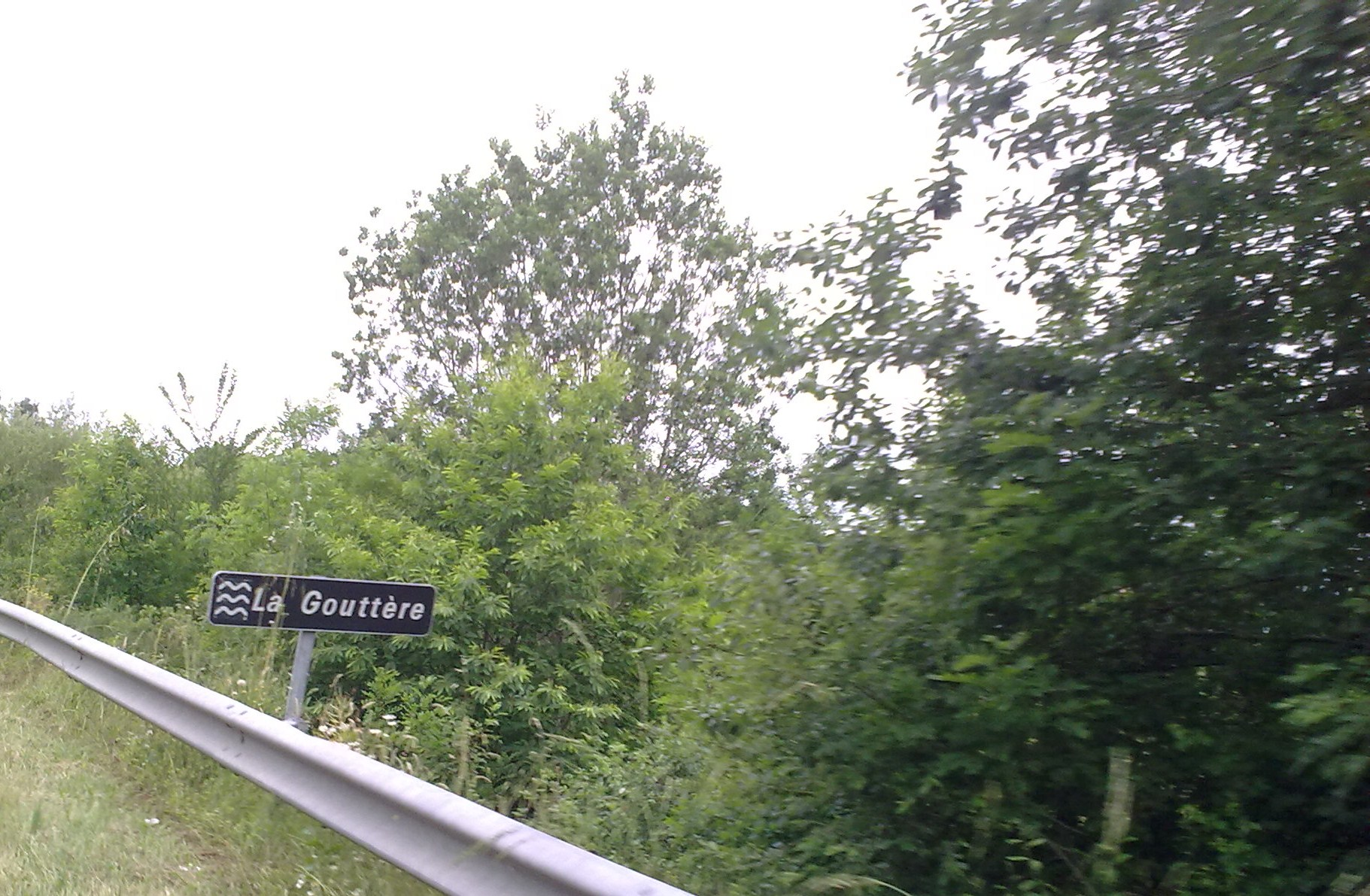
Rivière La Gouttère.
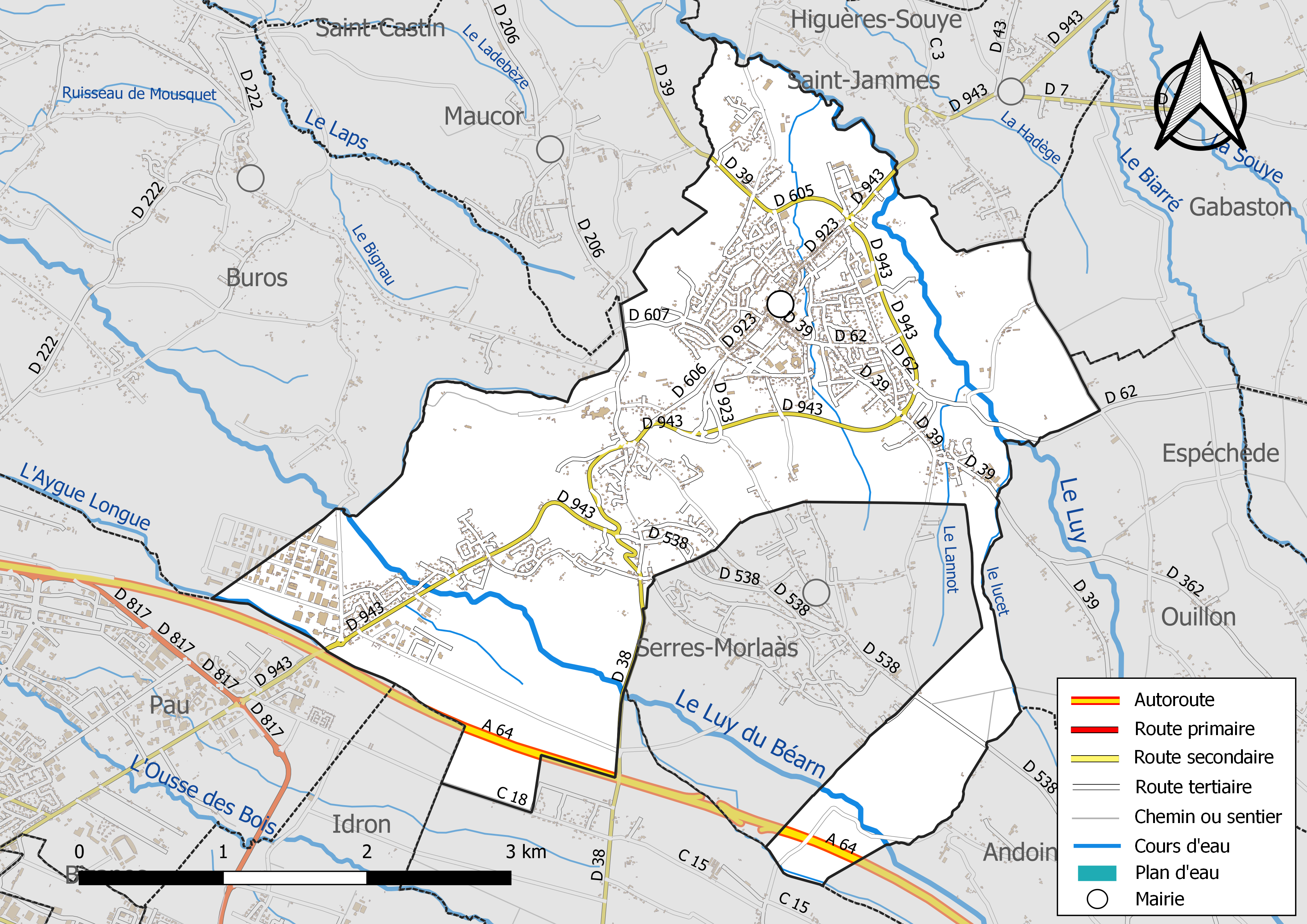
Réseaux hydrographique et routier de Morlaàs

### Climat
Pour des articles plus généraux, voir Climat de la Nouvelle-Aquitaine et Climat des Pyrénées-Atlantiques.
Historiquement, la commune est exposée à un climat de montagne.  
En 2020, Météo-France publie une typologie des climats de la France métropolitaine dans laquelle la commune est toujours exposée à un climat de montagne et est dans la région climatique Pyrénées atlantiques, caractérisée par une pluviométrie élevée (>1 200 mm/an) en toutes saisons, des hivers très doux (7,5 °C en plaine) et des vents faibles.
Pour la période 1971-2000, la température annuelle moyenne est de 12,6 °C, avec une amplitude thermique annuelle de 14,1 °C. Le cumul annuel moyen de précipitations est de 1 181 mm, avec 11,3 jours de précipitations en janvier et 7,7 jours en juillet. Pour la période 1991-2020, la température moyenne annuelle observée sur la station météorologique la plus proche, située sur la commune d'Uzein à 15 km à vol d'oiseau, est de 13,7 °C et le cumul annuel moyen de précipitations est de 1 093,8 mm,. Pour l'avenir, les paramètres climatiques de la commune estimés pour 2050 selon différents scénarios d’émission de gaz à effet de serre sont consultables sur un site dédié publié par Météo-France en novembre 2022.

### Milieux naturels et biodiversité
Aucun espace naturel présentant un intérêt patrimonial n'est recensé sur la commune dans l'inventaire national du patrimoine naturel,,.

## Urbanisme

### Typologie
Au 1er janvier 2024, Morlaàs est catégorisée bourg rural, selon la nouvelle grille communale de densité à sept niveaux définie par l'Insee en 2022.
Elle appartient à l'unité urbaine de Pau, une agglomération intra-départementale regroupant 55  communes, dont elle est une commune de la banlieue,,. Par ailleurs la commune fait partie de l'aire d'attraction de Pau, dont elle est une commune de la couronne,. Cette aire, qui regroupe 227 communes, est catégorisée dans les aires de 200 000 à moins de 700 000 habitants,.

### Occupation des sols

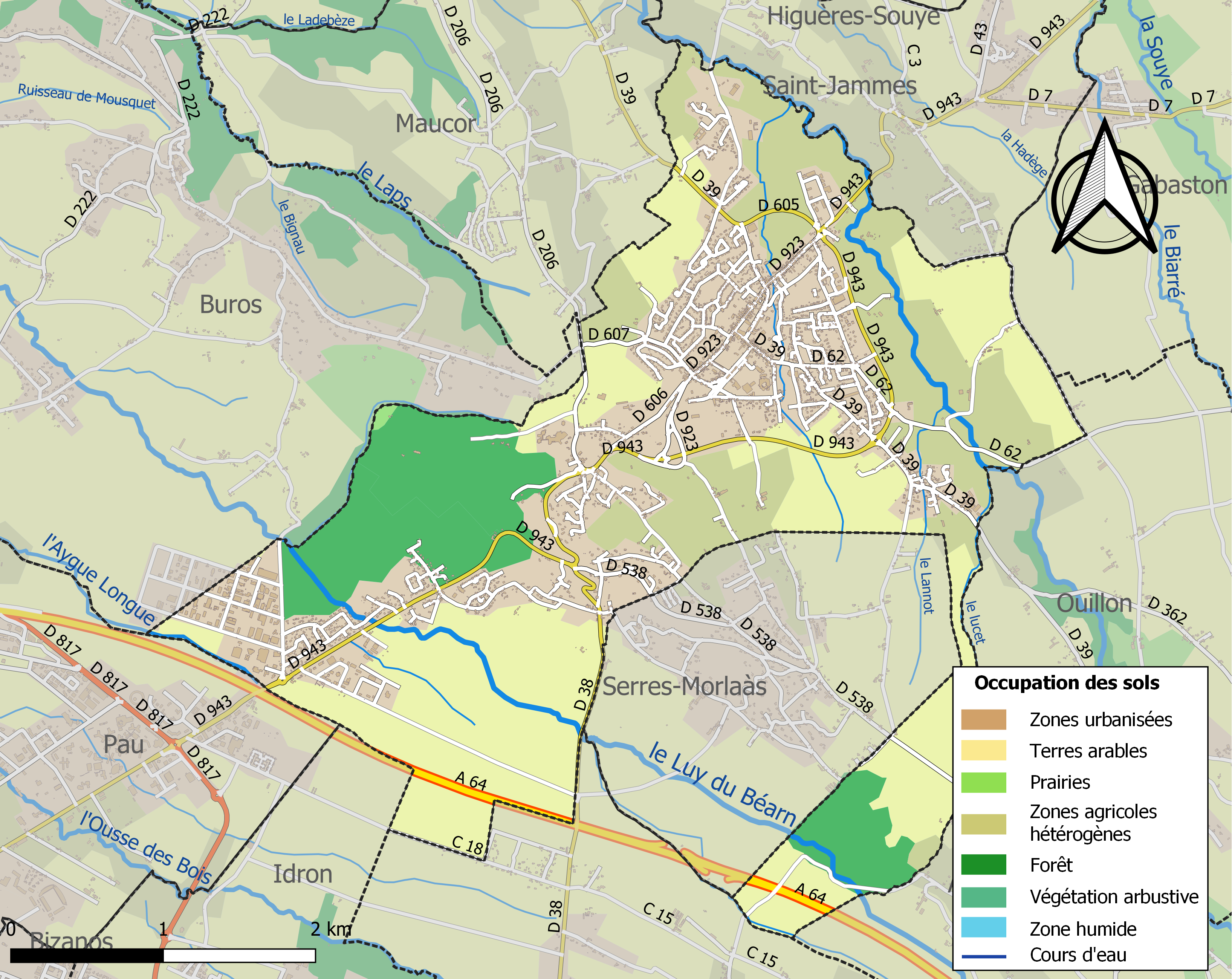
Carte des infrastructures et de l'occupation des sols de la commune en 2018 (CLC).

L'occupation des sols de la commune, telle qu'elle ressort de la base de données européenne d’occupation biophysique des sols Corine Land Cover (CLC), est marquée par l'importance des territoires agricoles (53 % en 2018), en diminution par rapport à 1990 (69,2 %). La répartition détaillée en 2018 est la suivante : 
terres arables (32,6 %), zones urbanisées (30,3 %), zones agricoles hétérogènes (20,2 %), forêts (14 %), zones industrielles ou commerciales et réseaux de communication (2,8 %), prairies (0,2 %). L'évolution de l’occupation des sols de la commune et de ses infrastructures peut être observée sur les différentes représentations cartographiques du territoire : la carte de Cassini (XVIIIe siècle), la carte d'état-major (1820-1866) et les cartes ou photos aériennes de l'IGN pour la période actuelle (1950 à aujourd'hui).

### Lieux-dits et hameaux
- Alexis ;
- Basacle ;
- Beaucaire ;
- Berlanne ;
- Gendre de Baix ;
- Grange de Baratnau ;
- Sarrabat ;
- Marcadet Dessus ;
- la Ville.

### Voies de communication et transports
La commune est desservie par les routes départementales D 39 et D 943.

#### Transports urbains

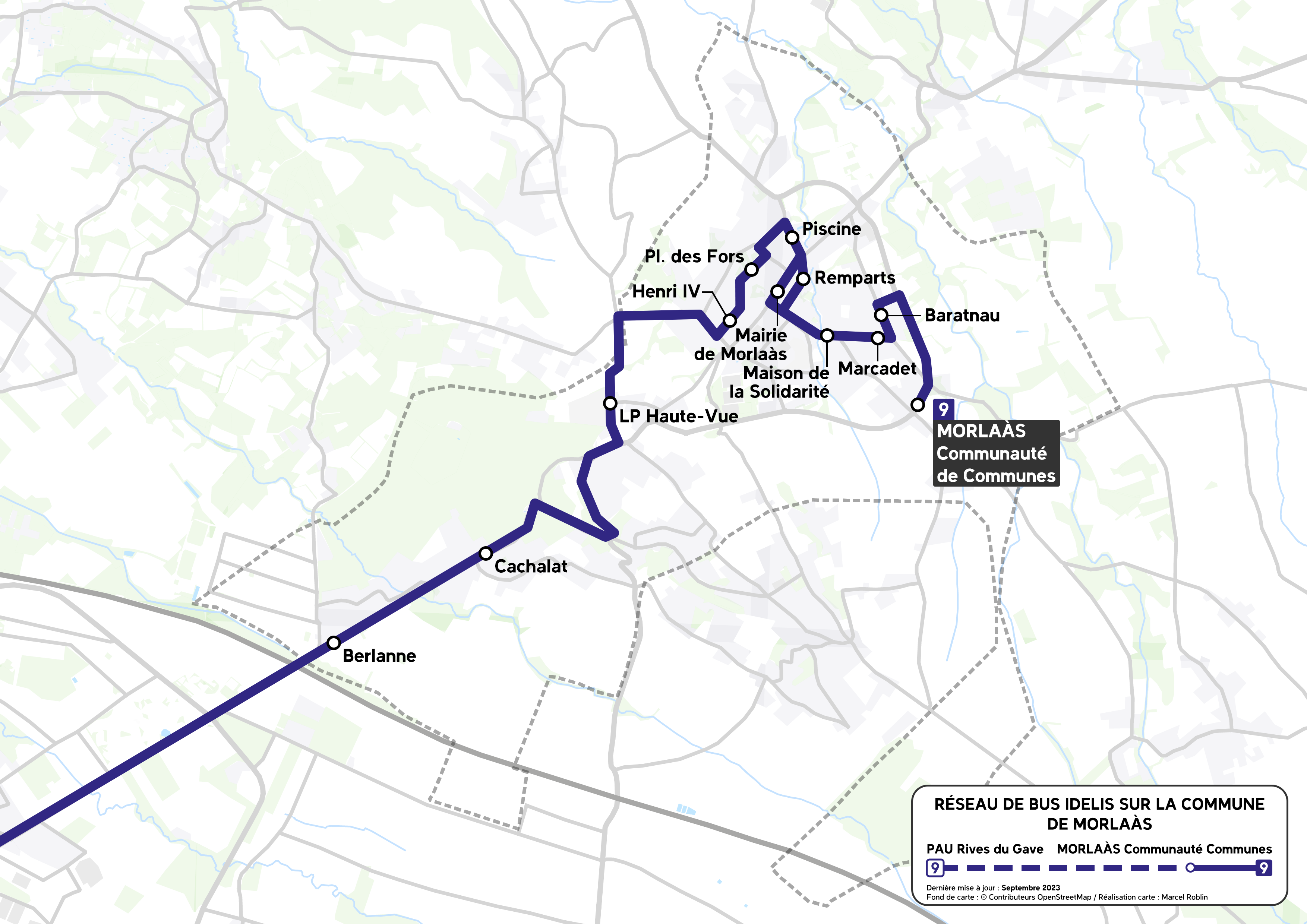
Réseau de bus IDELIS à Morlàas

Depuis le 3 juillet 2010 Morlaàs est desservie par le réseau de bus Idelis :
- Morlaàs — Communauté de Communes ↔ Pau — Rives du Gave

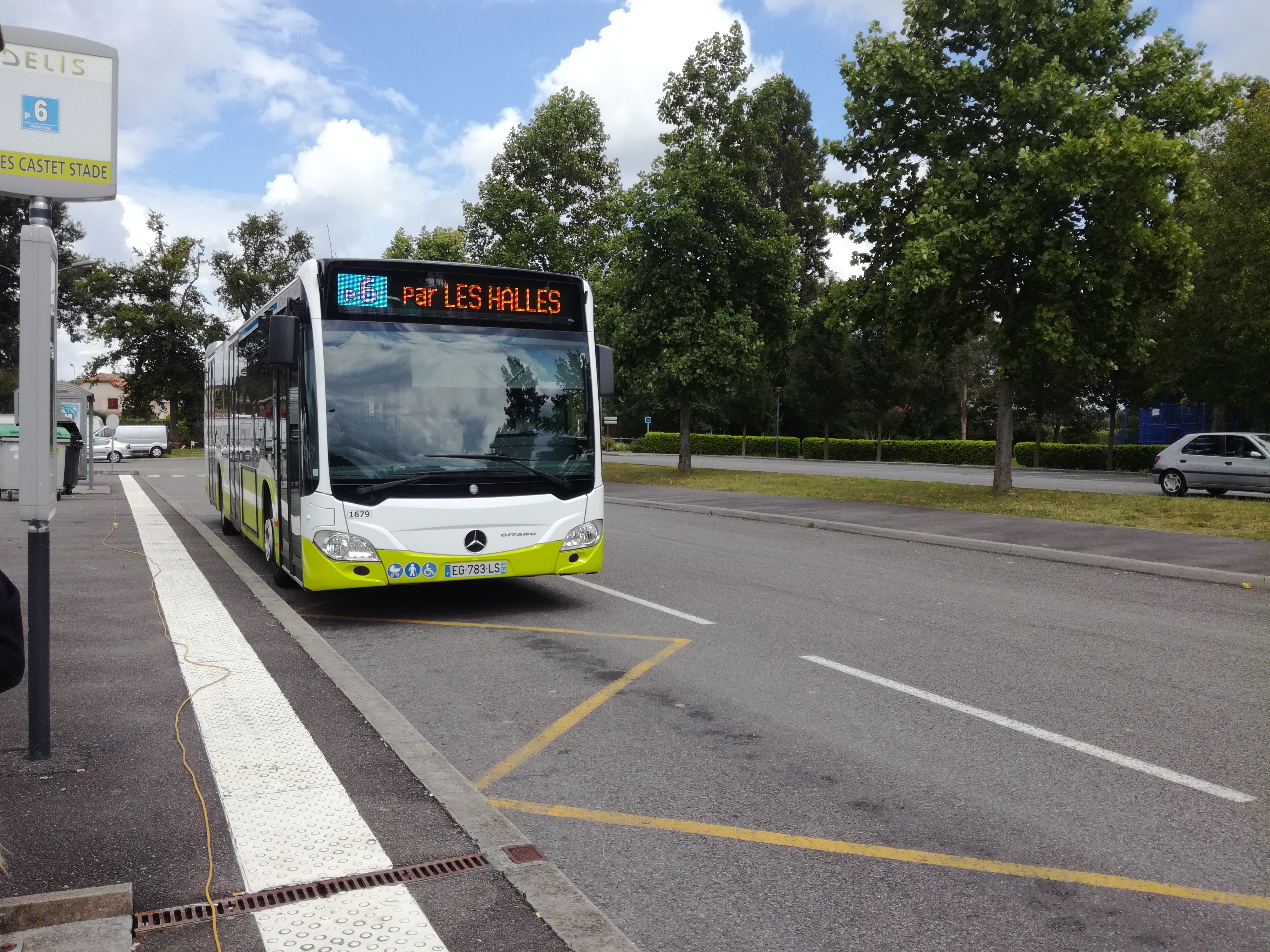
Bus du réseau

### Risques majeurs
Le territoire de la commune de Morlaàs est vulnérable à différents aléas naturels : météorologiques (tempête, orage, neige, grand froid, canicule ou sécheresse), inondations et séisme (sismicité moyenne). Il est également exposé à un risque technologique,  le transport de matières dangereuses. Un site publié par le BRGM permet d'évaluer simplement et rapidement les risques d'un bien localisé soit par son adresse soit par le numéro de sa parcelle.

#### Risques naturels
Certaines parties du territoire communal sont susceptibles d’être affectées par le risque d’inondation par une crue torrentielle ou à montée rapide de cours d'eau, notamment le Luy, le Luy du Béarn et l'Aygue longue. La commune a été reconnue en état de catastrophe naturelle au titre des dommages causés par les inondations et coulées de boue survenues en 1982, 1992, 1993, 2009, 2014 et 2018,.

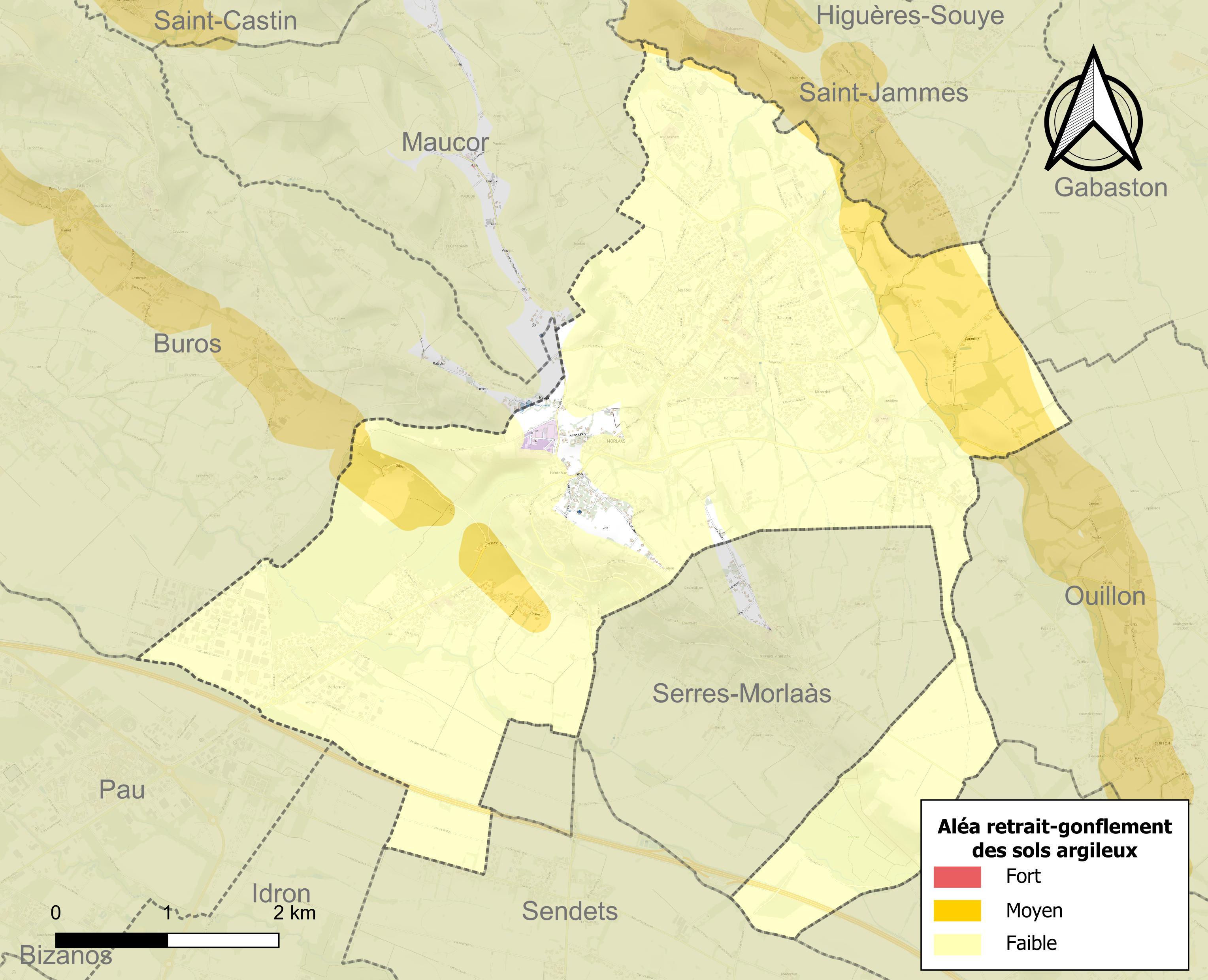
Carte des zones d'aléa retrait-gonflement des sols argileux de Morlaàs.

Le retrait-gonflement des sols argileux est susceptible d'engendrer des dommages importants aux bâtiments en cas d’alternance de périodes de sécheresse et de pluie. 12,1 % de la superficie communale est en aléa moyen ou fort (59 % au niveau départemental et 48,5 % au niveau national). Depuis le 1er octobre 2020, en application de la loi ELAN, différentes contraintes s'imposent aux vendeurs, maîtres d'ouvrages ou constructeurs de biens situés dans une zone classée en aléa moyen ou fort,.

## Toponymie
Le toponyme Morlaàs apparaît sous les formes Morlas et villa Morlensis (1080 pour les deux formes, cartulaire de Morlaàs), Sancta-Fides de Morlanis (1109, bulle du pape Pascal II, d'après Pierre de Marca), Sancta-Fides et Sanctus-Andreas Morlanenses (1115, cartulaire de Lescar), Vicaria Morlanensis (1123, titres de Morlaàs), Morlaas (XIe – XIVe siècle, Anciens Fors), Morlars (XIIe siècle, cartulaire de Morlaàs), Morlass (1270, charte des boucheries), Morlanum (1270, cartulaire du château de Pau), Castellum Mollans (XIIIe siècle, Guillaume de Nangis), Morlens et Morlans en Berne (XIVe siècle, Jean Froissart), Sancte-Fe de Morlaas (1537, réformation de Béarn) et Morlàas (1863, dictionnaire topographique Béarn-Pays basque).
Son nom béarnais est Morlans ou Mourlaàs.
Le toponyme Basacle est mentionné en 1338 (cartulaire d'Ossau), et apparaît sous les formes Lo Basagle, le Basadgle et Basadgle (respectivement 1538, 1665 et 1674, réformation de Béarn) et Le Basacle (1863, dictionnaire topographique Béarn-Pays basque). Ce fief était vassal de la vicomté de Béarn.
Le toponyme Beaucaire apparaît sous les formes Beucayre (1537, réformation de Béarn) et Beucaire (1863, dictionnaire topographique Béarn-Pays basque). Ce fief était également vassal de la vicomté de Béarn.
Le toponyme Berlane, ancienne commanderie de l'ordre de Saint-Jean de Jérusalem, est mentionné en 1344 (notaires de Pardies), et apparaît sous les formes Nostre Done de Berlane (1368, cartulaire d'Ossau, Berlana et l'Hôpital de Berlanne (respectivement 1536 et 1675, réformation de Béarn).
Le fief de Baratnau, vassal de la vicomté de Béarn, est mentionné en 1673 (réformation de Béarn).

## Histoire
Du Xe au XIIe siècle, Morlaàs a été la résidence des vicomtes de Béarn et capitale du Béarn en place de Lescar détruite au IXe siècle. Orthez suivra au XIIe siècle. La charte de Morlaàs date de 1101.
On y trouvait des couvents de Jacobins et de Cordeliers. La commune faisait partie de l'archidiaconé de Vic-Bilh, qui dépendait de l’évêché de Lescar et dont Lembeye était le chef-lieu.
Au début du XIIIe siècle, Morlaàs rassemblait le prieuré de Sainte-Foi (ou Sainte-Foy), le bourg de Saint-Nicolas (nord-ouest) et le Bourg-Neuf (est). En 1385, on y comptait trois cents feux.
Morlaàs battait monnaie au château de la Hourquie (ou la Fourquie, dont la localisation exacte nous est aujourd'hui inconnue) depuis le IXe siècle ; le sol morlan eut cours dans tout le Midi de la France pendant tout le Moyen Âge. En 1690, l'atelier monétaire fut transféré à Pau. Les poids et mesures de Morlaàs servaient d'étalons dans tout le Béarn et jusqu'en Soule et Basse-Navarre.

### La sénéchaussée de Morlaàs
Le bailliage de Morlaàs s'étendait aux cantons de
- Lembeye (Anoye, Arricau, Arrosès, Aurions-Idernes, Bassillon-Vauzé, Bordes, Cadillon, Castillon, Corbère-Abères, Coslédaà-Lube-Boast, Crouseilles, Escurès, Gayon, Gerderest, Lalongue, Lannecaube, Lasserre, Lembeye, Lespielle, Luc-Armau, Lucarré, Lussagnet-Lusson, Maspie-Lalonquère-Juillacq, Momy, Monassut-Audiracq, Moncaup, Monpezat, Peyrelongue-Abos, Samsons-Lion, Séméacq-Blachon et Simacourbe) ;
- Thèze (Argelos, Astis, Aubin, Auga, Auriac, Bournos, Carrère, Claracq, Doumy, Garlède-Mondebat, Lalonquette, Lasclaveries, Lème, Miossens-Lanusse, Navailles-Angos, Sévignacq, Thèze et Viven) ;
- Morlaàs (Abère, Andoins, Anos, Arrien, Barinque, Bernadets, Buros, Escoubès, Eslourenties-Daban, Espéchède, Gabaston, Higuères-Souye, Lespourcy, Lombia, Maucor, Montardon, Morlaàs, Ouillon, Riupeyrous, Saint-Armou, Saint-Castin, Saint-Jammes, Saint-Laurent-Bretagne, Saubole, Sedzère, Serres-Castet, Serres-Morlaàs et Urost) ;
- Garlin (Aubous, Aydie, Baliracq-Maumusson, Burosse-Mendousse, Castetpugon, Conchez-de-Béarn, Diusse, Garlin, Mascaraàs-Haron, Moncla, Mont-Disse, Mouhous, Portet, Ribarrouy, Saint-Jean-Poudge, Tadousse-Ussau, Taron-Sadirac-Viellenave et Vialer) ;
- Montaner (Aast, Baleix, Bentayou-Sérée, Casteide-Doat, Castéra-Loubix, Labatut, Lamayou, Maure, Monségur, Montaner, Ponson-Debat-Pouts, Ponson-Dessus, Pontiacq-Viellepinte et Sedze-Maubecq) ;
- Lescar (Caubios-Loos, Momas et Sauvagnon) ;
- Pontacq (Eslourendies-Darré, Ger et Limendous) ;
- Arzacq-Arraziguet (Riumayou, Larreule et Vignes).

### Le canton de Morlaàs
En 1790, le canton de Morlaàs s'étendait aux communes du canton actuel, augmentées de Eslourenties-Darré et Limendous de l'actuel canton de Pontacq.

### Les Hospitaliers
Paul Raymond indique que la commune comptait une  commanderie des Hospitaliers, dite de Caubin et Morlaàs : la présence d'une église appartenant à cette commanderie est en effet attestée en 1318 au lieu-dit Berlanne. Plusieurs fois démolie et reconstruite (destruction par les protestants en 1569, ré-érection en 1610, démolition au XIXe siècle, nouvelle inauguration en 1902), elle fait toujours l'objet d'un pèlerinage. Les Hospitaliers fondèrent également un hôpital le 15 septembre 1154, plusieurs fois détruit et reconstruit, au sud de Morlaàs-Vielle. Il disparut complètement à la fin du XVIIIe siècle.
En 1743, Charles de Roquefort de Marquein, commandeur du Lucq, était en procès contre le sieur de Laffitau, curé de Morlaàs, pour la perception des novalles. Le curé eut gain de cause au Parlement de Pau et fit des émules parmi tous ses collègues qui étaient dans le même cas.

## Héraldique
| Blason de Morlaàs | Blason  | D'azur à la croix d'or cantonnée de vingt besants du même, cinq par canton chargés en sautoir.                                       |
| Blason de Morlaàs | Détails | L'Armorial d'Hozier attribue à la ville les armes fantaisistes blasonnées en alias. Le statut officiel du blason reste à déterminer. |
| Blason de Morlaàs | Alias   | Losangé d'argent et de sable, à la bordure de sinople.                                                                               |

## Politique et administration

### Liste des maires
| Période                                  | Période                   | Identité       | Étiquette | Qualité |
| ---------------------------------------- | ------------------------- | -------------- | --------- | --- |
| mars 1977                                | mars 2008                 | André Périsser | PS        | Enseignant |
| mars 2008                                | 26 mai 2020               | Dino Forté     | DVG       | Retraité Vice-président de la CC du Pays de Morlaàs                                                                     |
| 26 mai 2020                              | En cours (au 3 juin 2020) | Joël Ségot,    | SE        | Cadre retraité du secteur médico-social, ancien adjoint au maire 5e vice-président de la CC du Nord-Est Béarn (2020 → ) |
| Les données manquantes sont à compléter. |                           |                |           | |

### Intercommunalité
Morlaàs fait partie de quatre structures intercommunales :
- la communauté de communes du Nord-Est Béarn dont elle accueille le siège ;
- le syndicat AEP de la région de Jurançon ;
- le syndicat d'énergie des Pyrénées-Atlantiques ;
- le syndicat mixte des transports urbains Pau - Porte des Pyrénées.

### Jumelages
- Manteigas (Portugal) depuis 1989[52] ;
- Tostedt (Allemagne) depuis 1989[53] ;
- Uncastillo (Espagne)[53].

## Population et société

### Démographie
L'évolution du nombre d'habitants est connue à travers les recensements de la population effectués dans la commune depuis 1793. Pour les communes de moins de 10 000 habitants, une enquête de recensement portant sur toute la population est réalisée tous les cinq ans, les populations de référence des années intermédiaires étant quant à elles estimées par interpolation ou extrapolation. Pour la commune, le premier recensement exhaustif entrant dans le cadre du nouveau dispositif a été réalisé en 2006.

En 2022, la commune comptait 4 367 habitants, en évolution de +4,5 % par rapport à 2016 (Pyrénées-Atlantiques : +3,78 %, France hors Mayotte : +2,11 %).
| 1793  | 1800  | 1806  | 1821  | 1831  | 1836  | 1841  | 1846  | 1851  |
| ----- | ----- | ----- | ----- | ----- | ----- | ----- | ----- | ----- |
| 1 686 | 1 624 | 1 733 | 1 457 | 1 806 | 1 864 | 1 836 | 1 864 | 1 776 |

| 1856  | 1861  | 1866  | 1872  | 1876  | 1881  | 1886  | 1891  | 1896  |
| ----- | ----- | ----- | ----- | ----- | ----- | ----- | ----- | ----- |
| 1 721 | 1 681 | 1 624 | 1 607 | 1 483 | 1 561 | 1 547 | 1 534 | 1 444 |

| 1901  | 1906  | 1911  | 1921  | 1926  | 1931  | 1936  | 1946  | 1954  |
| ----- | ----- | ----- | ----- | ----- | ----- | ----- | ----- | ----- |
| 1 467 | 1 519 | 1 483 | 1 283 | 1 272 | 1 259 | 1 223 | 1 187 | 1 326 |

| 1962  | 1968  | 1975  | 1982  | 1990  | 1999  | 2006  | 2011  | 2016  |
| ----- | ----- | ----- | ----- | ----- | ----- | ----- | ----- | ----- |
| 1 329 | 1 478 | 1 913 | 2 411 | 3 094 | 3 658 | 4 121 | 4 152 | 4 179 |

| 2021  | 2022  | - | - | - | - | - | - | - |
| ----- | ----- | - | - | - | - | - | - | - |
| 4 360 | 4 367 | - | - | - | - | - | - | - |

Morlaàs fait partie de l'aire d'attraction de Pau.

## Économie

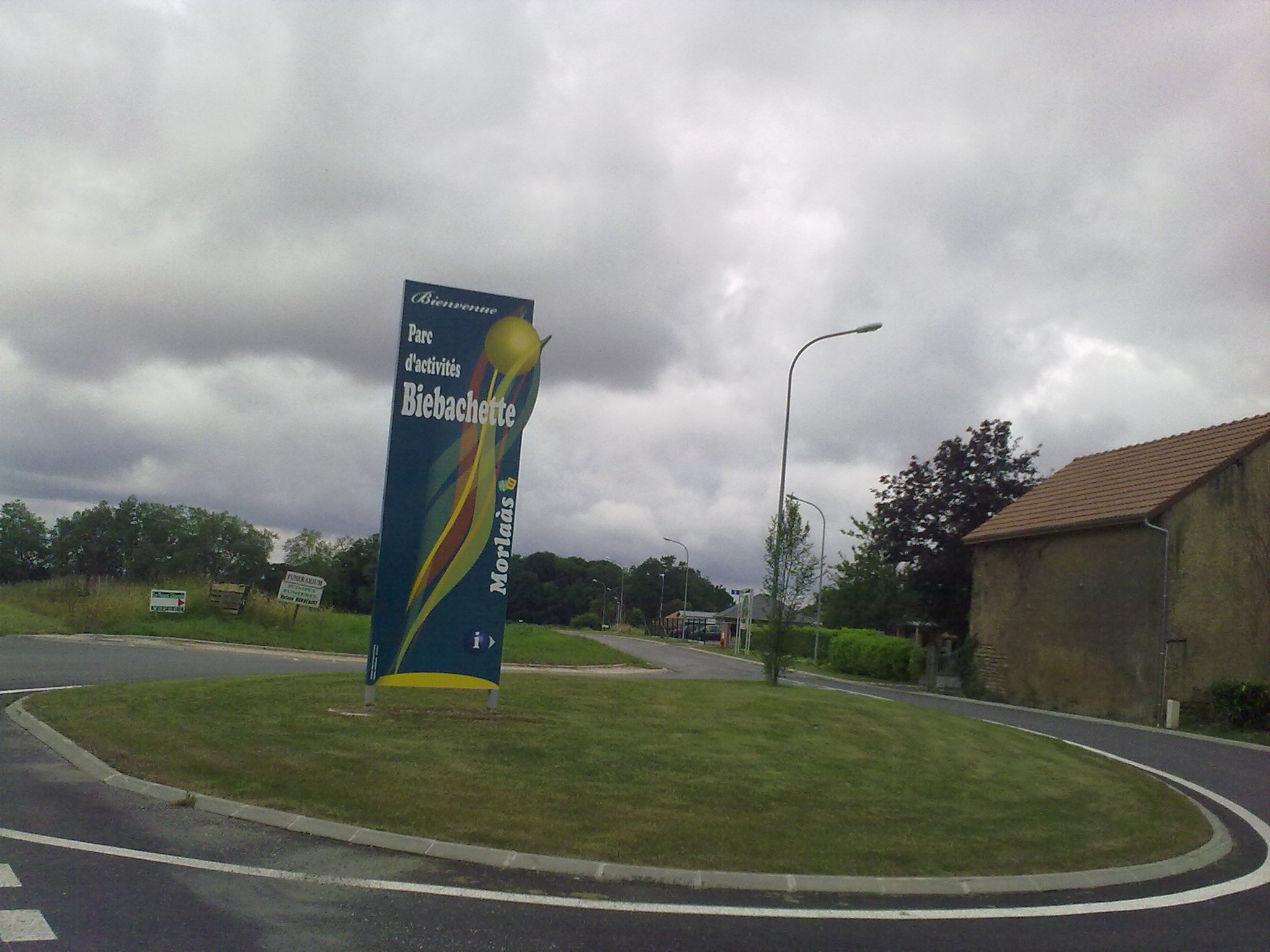
Parc d'activités Biébachette.

Morlaàs dispose de trois parcs d'activité, la zone industrielle de Berlanne, l'espace d'activités Gaston-Phébus et le lotissement artisanal Biébachette.
Le marché, le vendredi, tous les quinze jours, se tient, place de la Hourquie, de 8 h à 12 h. De nombreux commerçants ambulants y sont présents (primeur, poissonnier, boucher, confection).
Sur cette même place, les samedis matins, de petits producteurs locaux avec leurs produits du terroir, leurs produits fermiers de qualité sont présents.
Le quartier de Berlanne a été choisi par l'entreprise géante américaine Amazon pour la base de distribution des colis. L'entrepôt, qui est situé près de l'autoroute A64, a été inaugurée le 27 octobre 2021.

## Culture locale et patrimoine
La langue parlée localement est l'occitan-gascon (dit béarnais), l'école de la commune propose d'ailleurs un cursus bilingue français-béarnais (occitan), se poursuivant dans le second degré. 

### Patrimoine civil

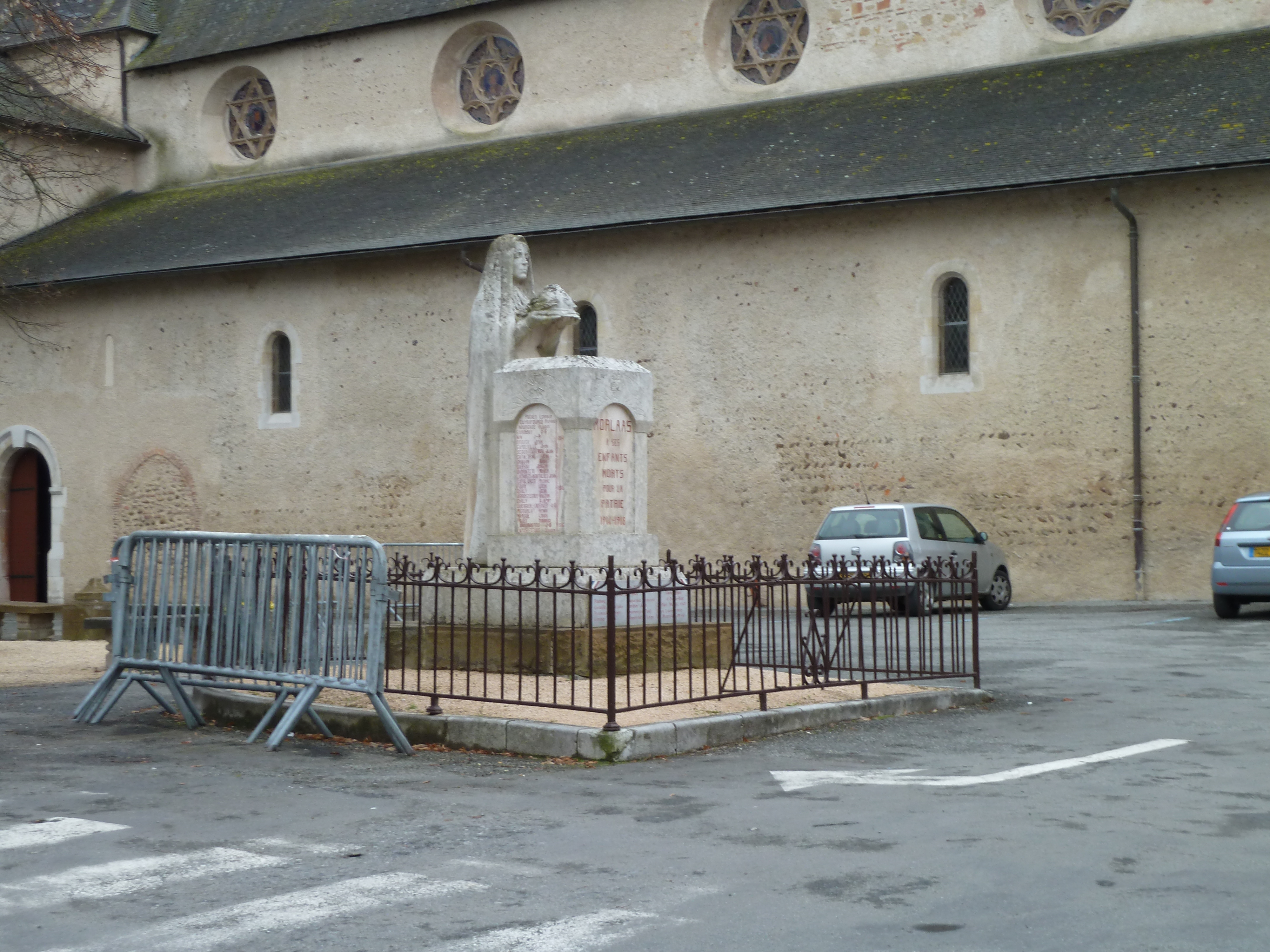
Le monument aux morts.

#### Bourg-Mayou

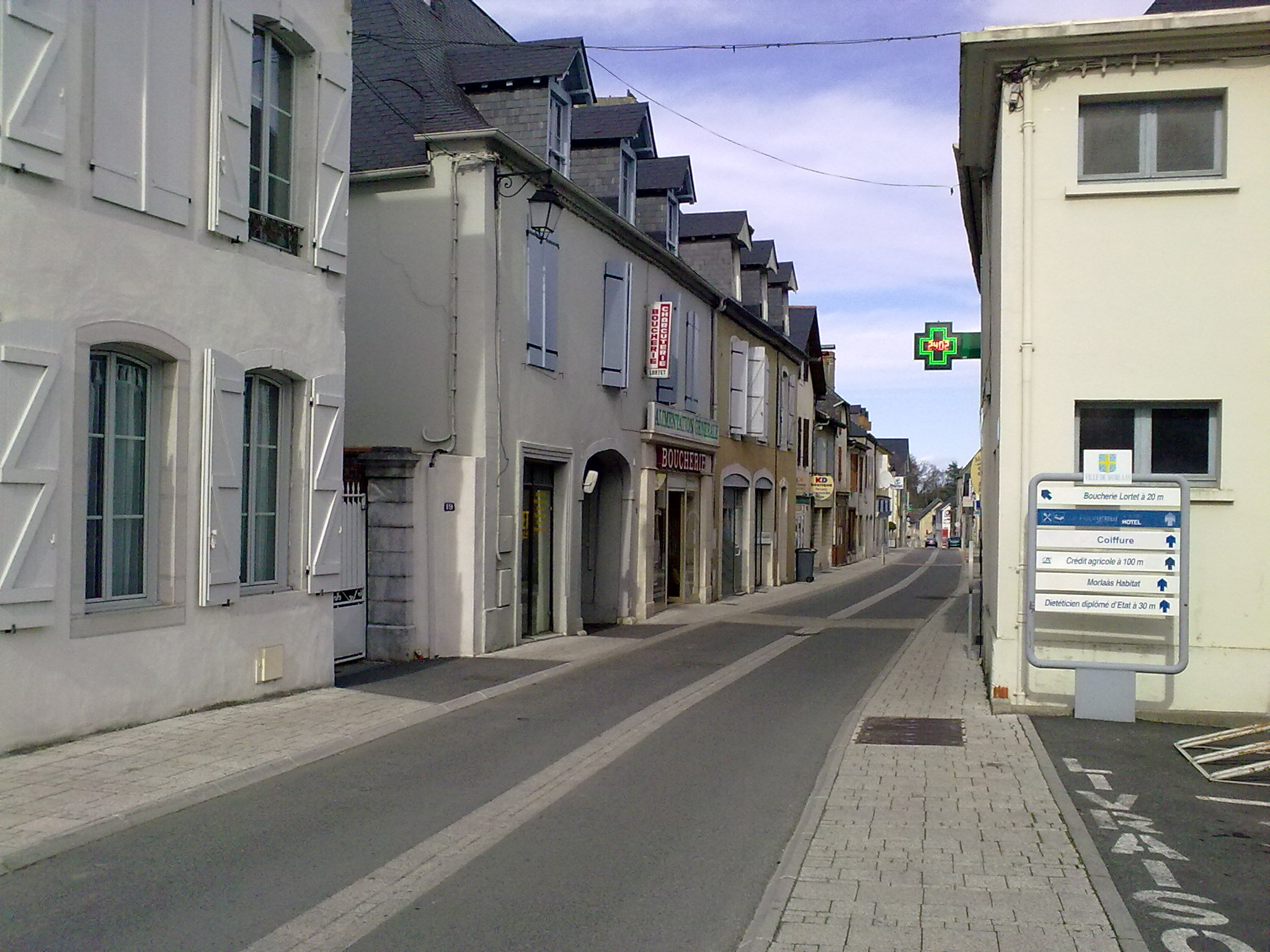
Rue Bourg-Mayou, artère principale de la ville.

Au Bourg-Mayou, des vestiges des fortifications d'agglomération des XIe, XIIe et XIVe siècles, appelées Pousterles, témoignent du passé ancien de la commune.
Rue Bourg-Mayou, la Maison Noble de la Tour de France, fondée semble-t-il entre 1140 et 1175, et aujourd'hui détruite, est mentionnée en 1385, tout comme la demeure dite Maison Noble de la Tour Maucor ou de Marque et le four à pain également détruits.

#### Place Sainte-Foy
La fontaine dite de Baratnau, place Sainte-Foy, date de 1635 et la maison de Jeanne d'Albret de 1451. Cette place accueillait également, du XVIIe siècle jusqu'en 1845 une halle. Cette halle fut remplacée en 1850 par un nouvel édifice. Toujours place Sainte-Foy, on trouve l'ancienne mairie, transformée en gendarmerie, puis en école, édifiée en 1832.
Sur cette même place Sainte-Foy, le musée de Morlaàs peut s'enorgueillir d'une riche collection d'objets médiévaux ou plus récents, de tableaux, d'armes, de clefs, de meubles, de sculptures, d'une dalle funéraire et d'éléments architecturaux divers.

#### Châteaux et demeures anciennes
Morlaàs présente un ensemble de maisons et de fermes des XVe au XIXe siècles. Le château de Baratnau (lieu-dit Grange de Baratnau) fut édifié, quant à lui, vers 1540.
Le château de Sarrabat, au lieu-dit du même nom, fut construit à la fin du XIXe siècle.

#### Moulins
On recense à Morlaàs onze moulins, dont certains sont antérieurs à 1385.

### Patrimoine religieux

#### L'église Saint-André

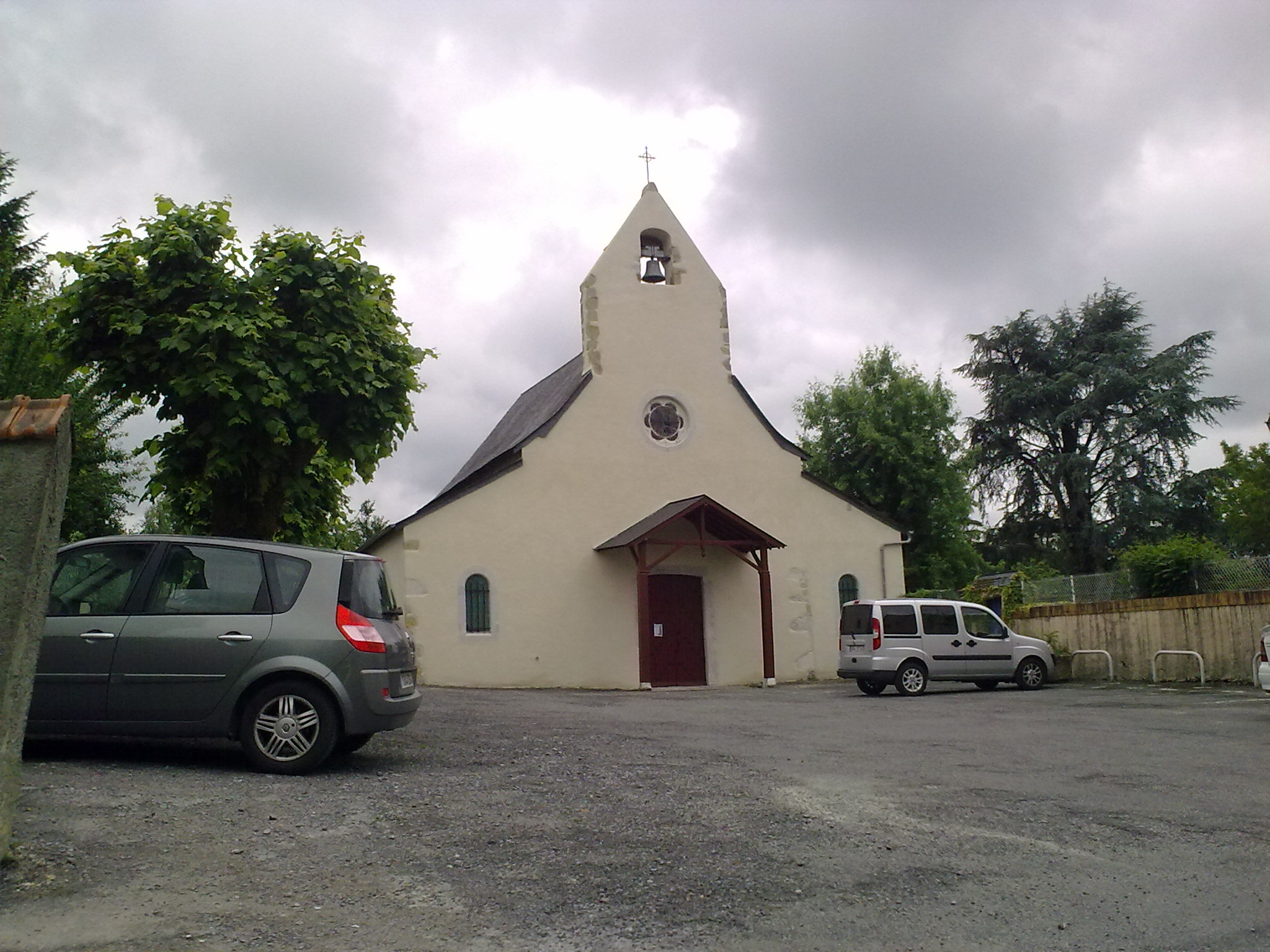
L'église Saint-André.

L'église Saint-André, rue Bourg-Neuf, date partiellement de la fin du XIe siècle. On y trouve du mobilier, des tableaux, une statue et des objets inscrits à l'inventaire général du patrimoine culturel. L'église Saint-André est contemporaine de l'ancienne maladrerie (l’Espitau Deus Malaus), aujourd'hui disparue et située sur les rives du Luy.

#### L'église Sainte-Foy

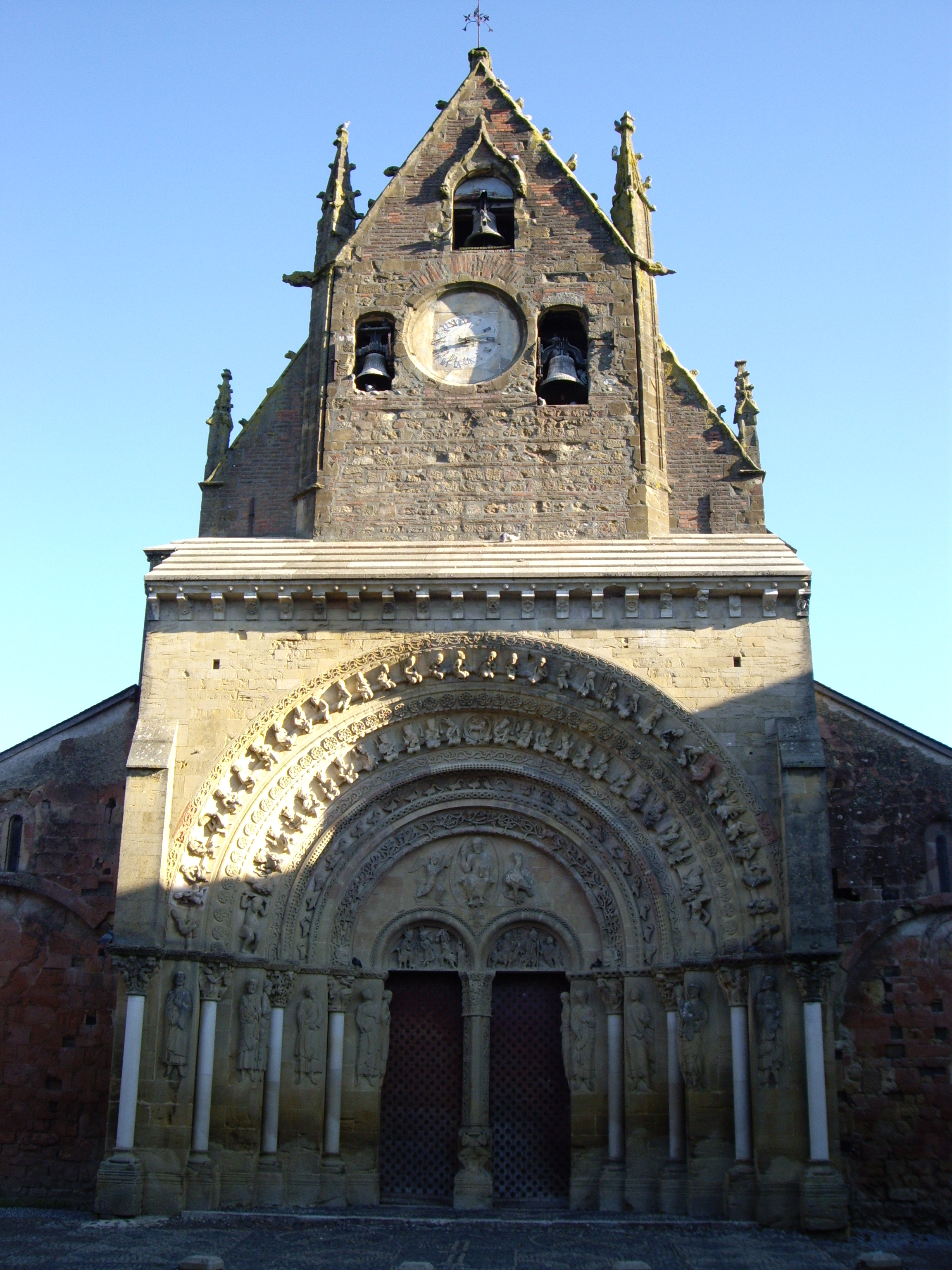
L'église Sainte-Foy.

L'église romane Sainte-Foy date partiellement du XIe siècle. Sa construction fut commencée sous le règne de Centulle V. Le portail est la partie présentant le plus d'intérêt, et prouve l'importance passée de la ville. Le ministère de la Culture y a recensé un ostensoir du XIXe siècle, des tableaux, un autel et une plaque commémorative datée de 1301. L'église est une étape sur la via Tolosana (ou voie toulousaine), nom latin d'un des quatre chemins de France du pèlerinage de Saint-Jacques-de-Compostelle, le plus au sud.

#### Les Bénédictins
Le cloître du prieuré de Bénédictins Sainte-Foi date en partie du XIe siècle. Le prieuré recèle du mobilier, des tableaux, des statues, des verrières, des objets et des éléments architecturaux référencés par l'inventaire général du patrimoine culturel.

#### Les Hospitaliers
Une église appartenant à la commanderie des Hospitaliers de l'ordre de Saint-Jean de Jérusalem est signalée en 1318 au lieu-dit Berlanne.

#### Les Jacobins
Un premier couvent de Jacobins fut édifié en 1268, au nord du Bourg-Mayou, puis détruit dans un incendie en 1569. Les moines occupèrent alors un nouvel édifice, datant du XVIe siècle. On peut y voir cinq chapiteaux de colonnes en marbre inscrits à l'inventaire général du patrimoine culturel.

#### Les Cordeliers
Rue Molaàs-Vielle, le couvent de Cordeliers fut fondé avant 1290 par Gaston VII de Béarn. Le ministère de la Culture y a répertorié plusieurs éléments architecturaux (clé de voûte et chapiteaux par exemple).

#### Les protestants
On trouve rue Bourg-Mayou un temple construit après le rétablissement du culte catholique en Béarn (1620).

## Équipements

### Éducation

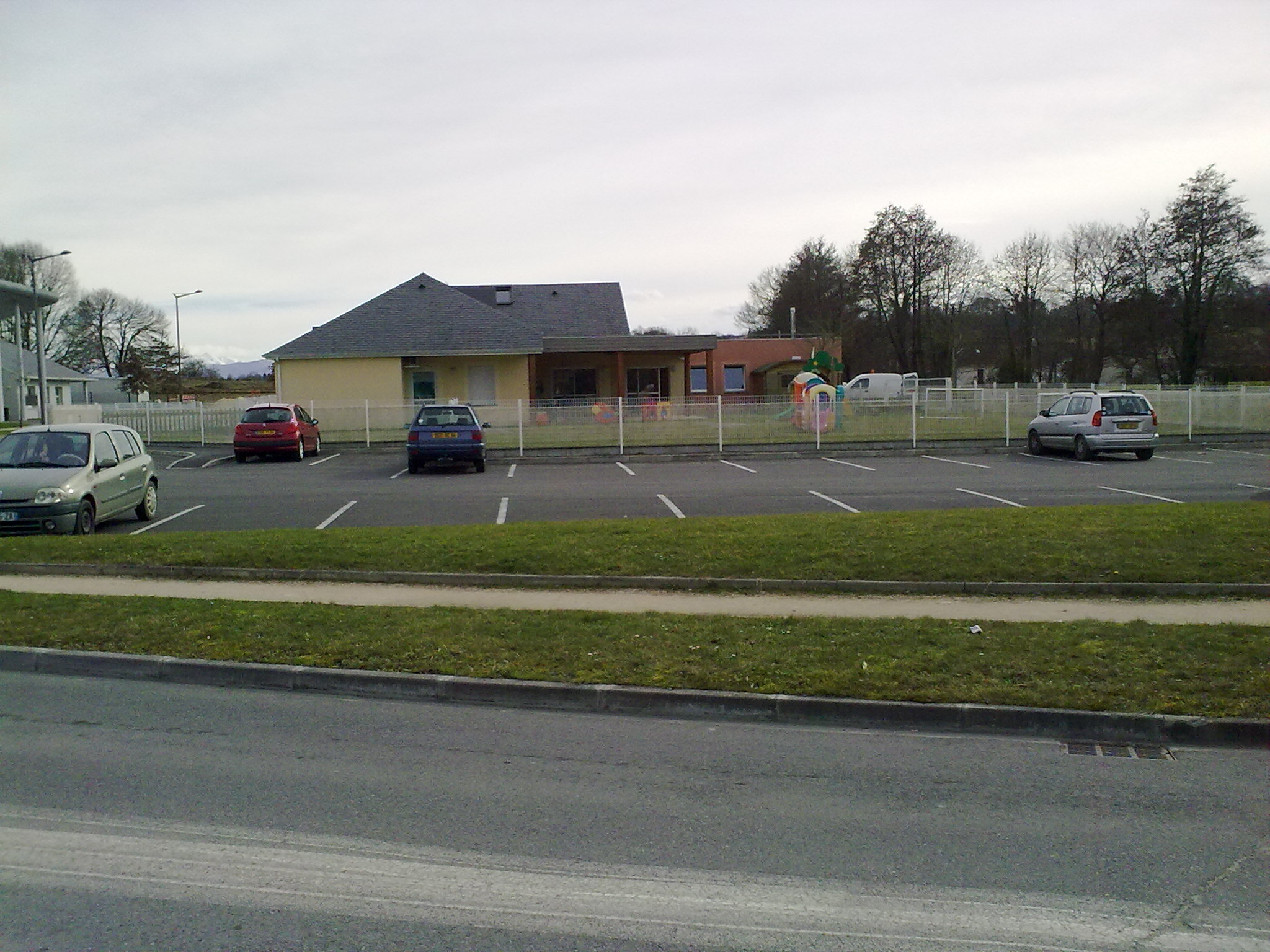
Crèche de Morlaàs.

La commune dispose de trois écoles primaires (l'école publique Jean-Moulin, l'école publique André-Sourdaà et une école privée Saint-Joseph), d'un collège d'enseignement général et d'un lycée professionnel spécialisé dans la restauration/hôtellerie (lycée Haute-Vue).

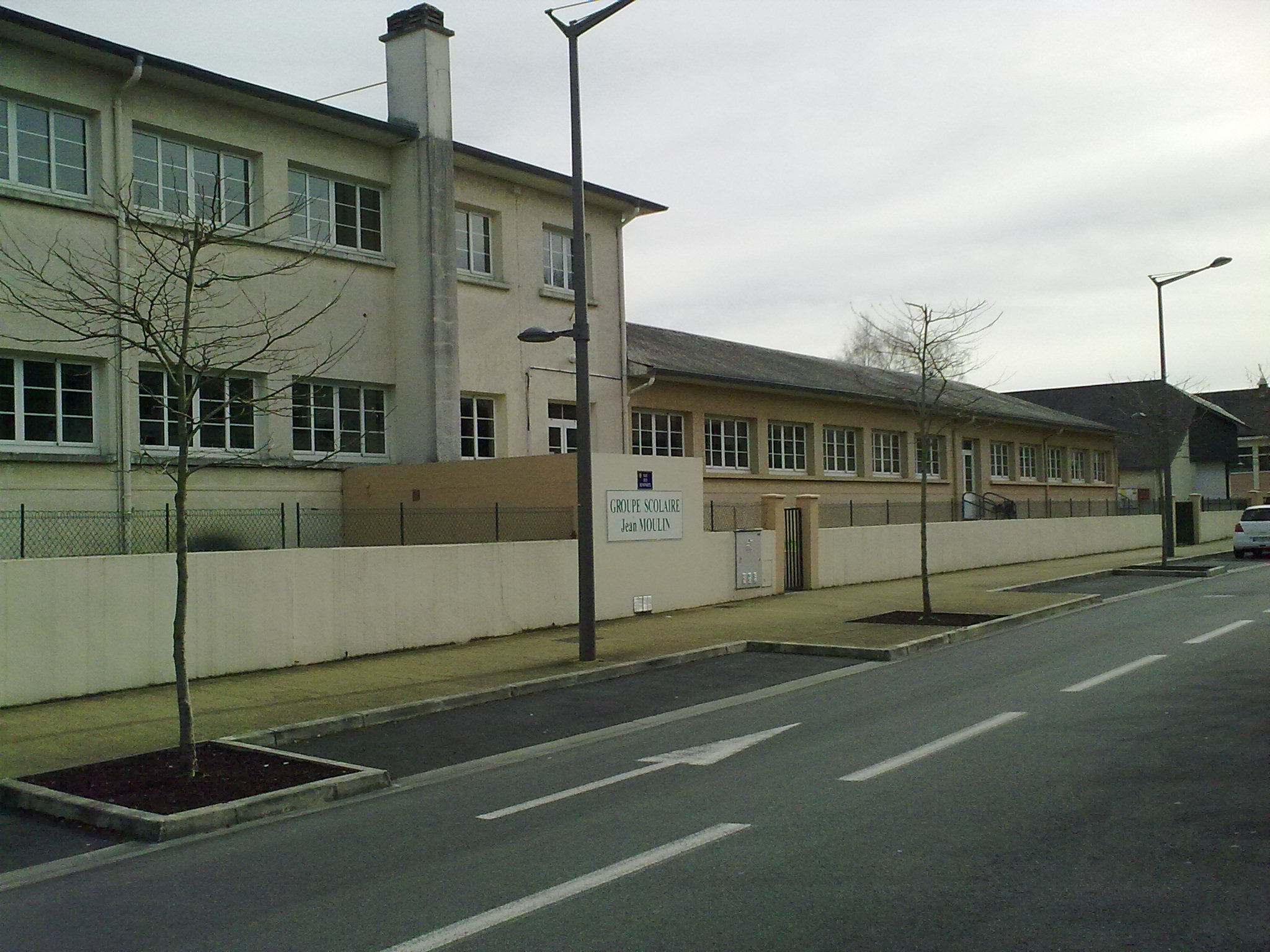
École publique Jean-Moulin.
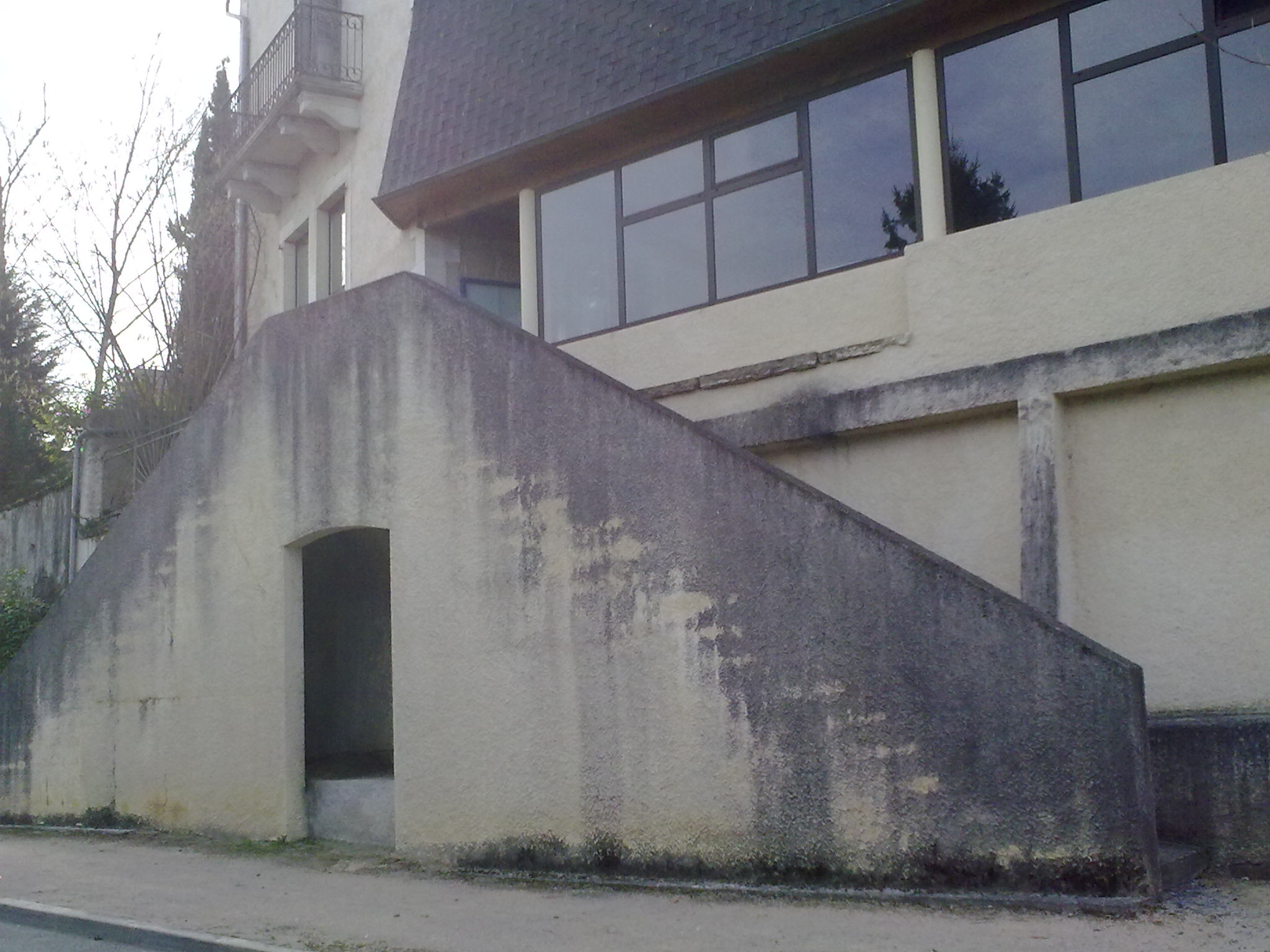
École privée Saint-Joseph.
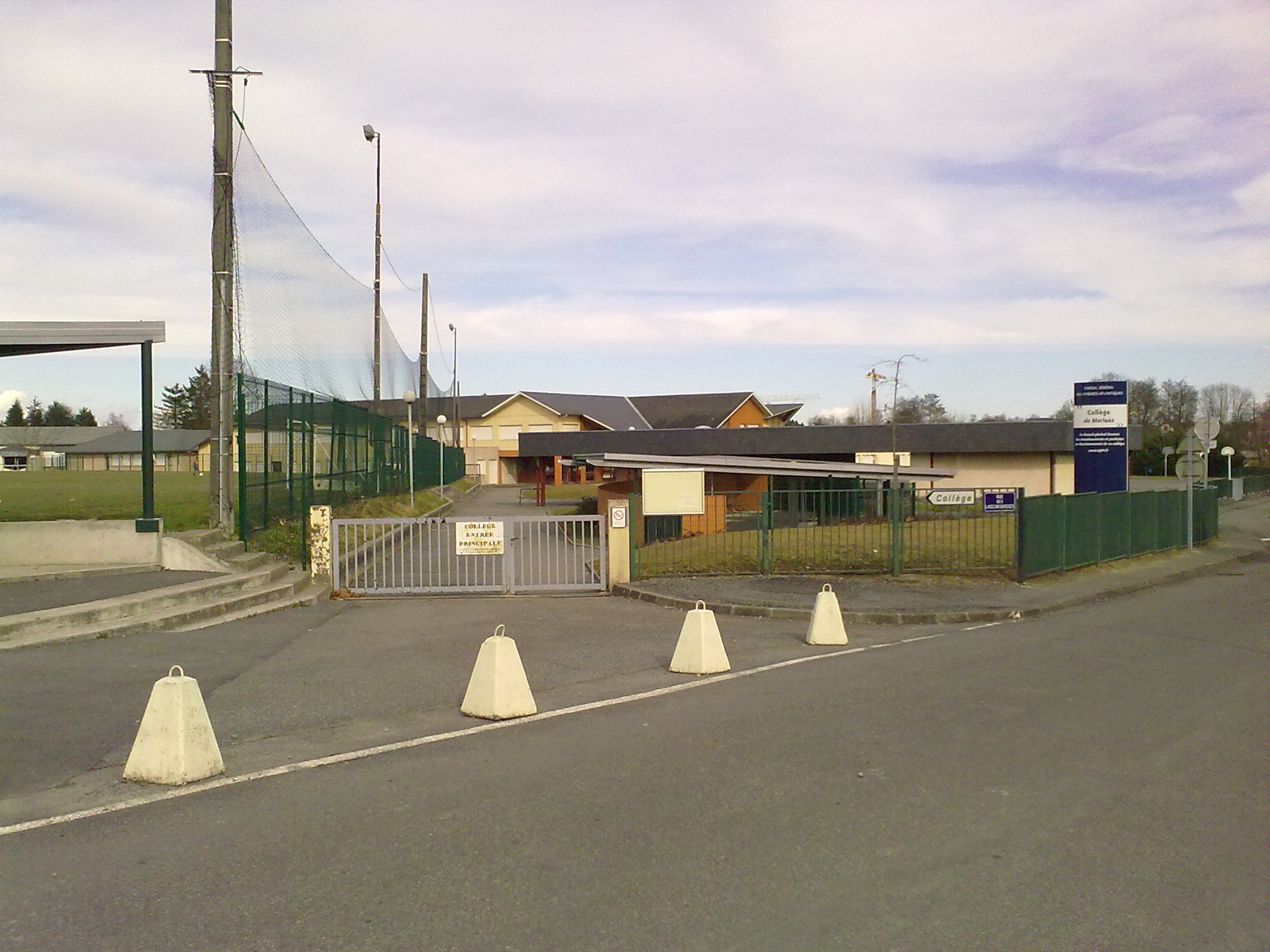
Collège de Morlaàs.
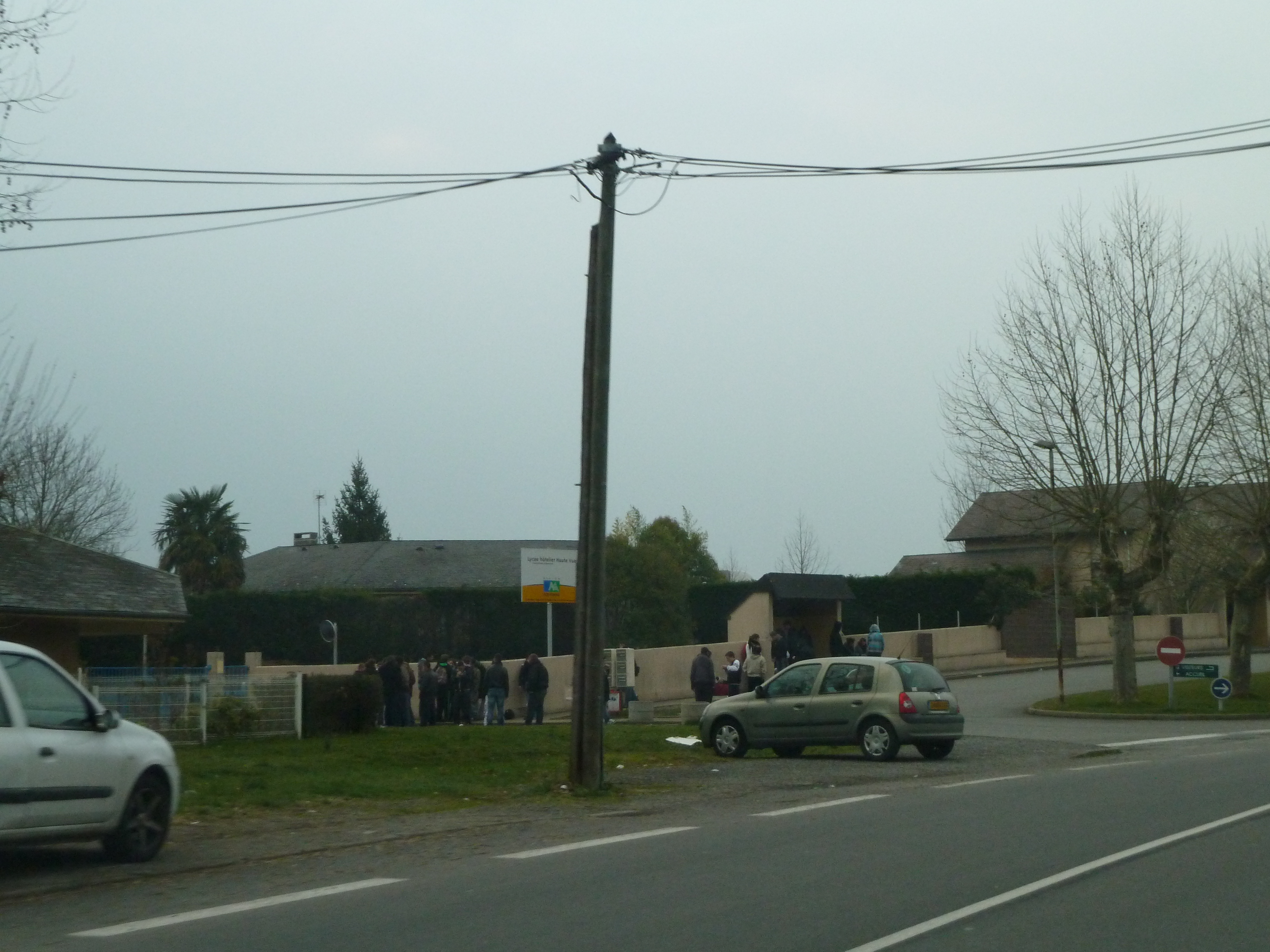
Lycée hôtelier.

### Culture et loisirs
On trouve également à Morlaàs une bibliothèque municipale, un office du tourisme et la cyber-base des Luy-Gabas-Souye et Lées.

### Sports et équipements sportifs

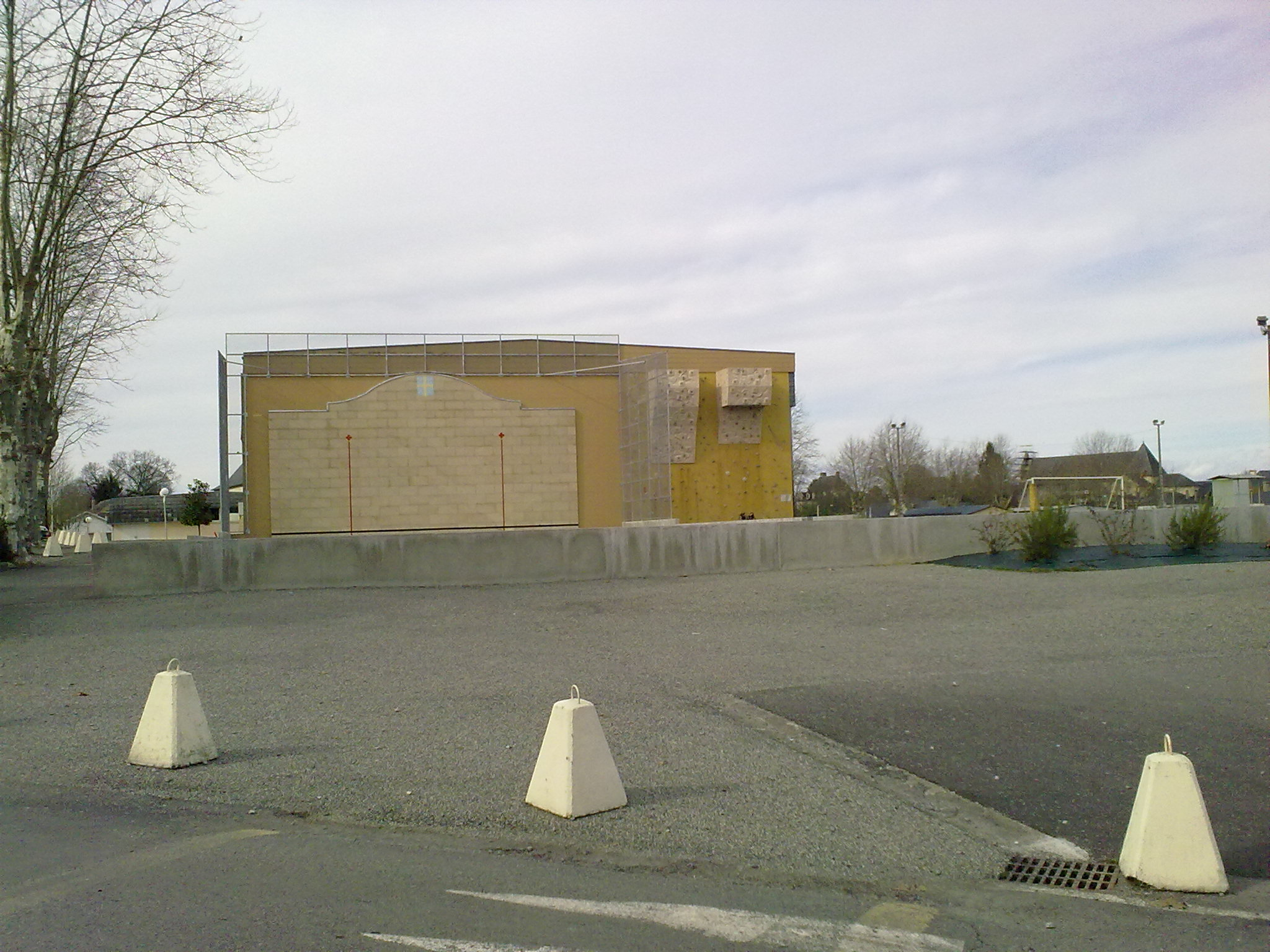
Mur d'escalade et zone de pala sur la salle polyvalente.

- Course : l'association les Morlapieds[69] organise annuellement depuis 1998 la Boucle des Cordeliers, une course de treize kilomètres ;
- Judo : le Judo Club morlanais ;
- Quilles de neuf : association Morlaàs quilles de neuf ;
- Rugby : l'Union sportive Morlaàs rugby[70] est un club de rugby. Il évolue actuellement en Fédérale 2.

### Communications
La ville dispose de l'ADSL et certains lieux public sont raccordés à la fibre optique.

### Propreté

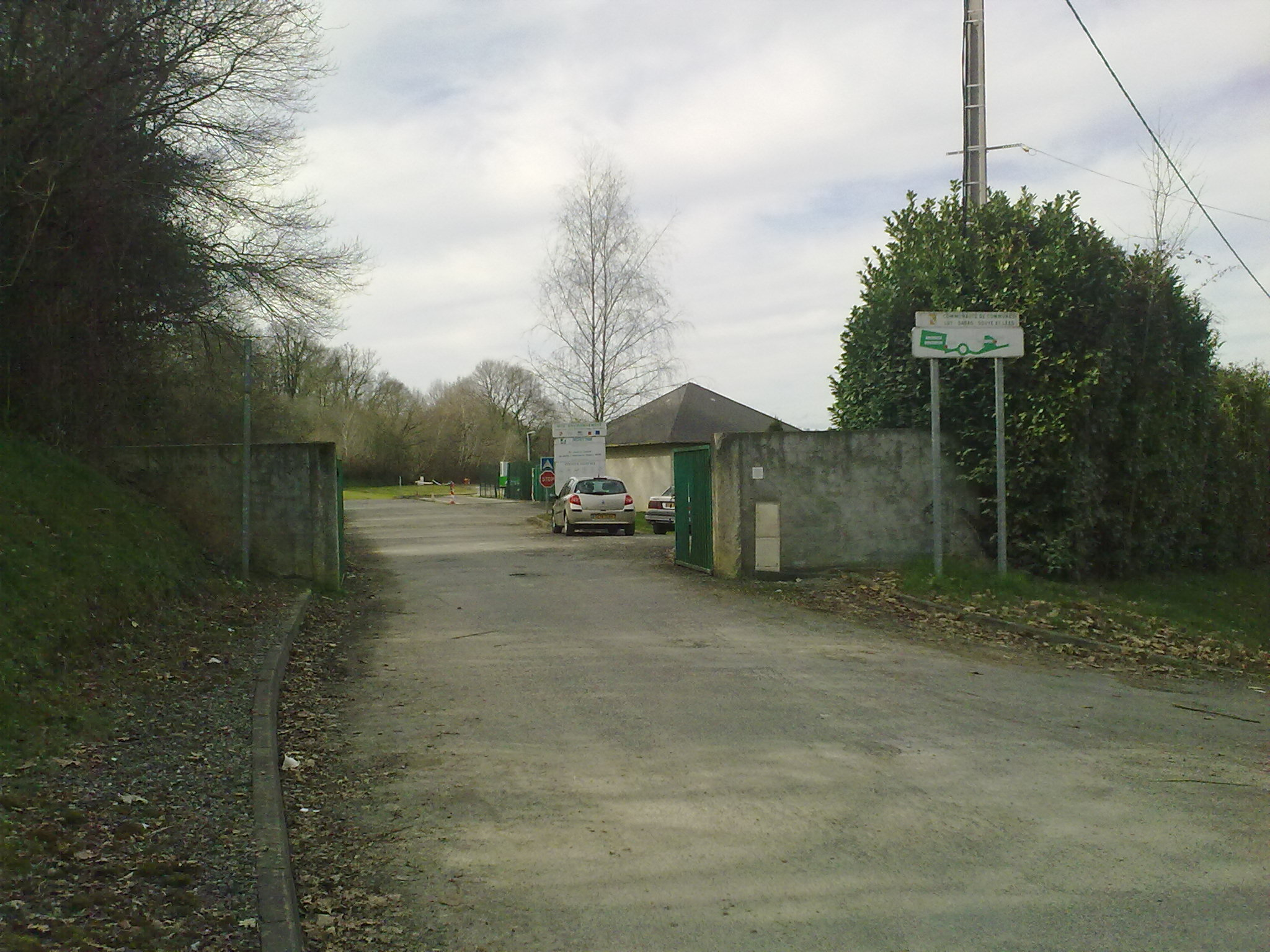
Déchèterie de Morlaàs.

La ville dispose d'une déchèterie depuis 1997 équipée d'une zone de stockage temporaire de déchets verts,.

### Transports urbains
Morlaàs est desservie par le réseau de bus Idelis.

## Personnalités liées à la commune

### Nées auXIesiècle
Centulle V de Béarn, est vicomte de Béarn de 1058 jusqu'à sa mort en 1090 et comte de Bigorre de 1080 à 1090 sous le nom de Centulle Ier. Dans sa capitale Morlaàs, il fait frapper sa propre monnaie, et entame la construction de l'église Sainte-Foy de Morlaàs, premier monument roman du Béarn ;
Gaston IV de Béarn, dit le Croisé, est vicomte de Béarn de 1090 jusqu'à sa mort en 1131. Fils et successeur de Centulle V, Il acheve la construction de l'église Sainte-Foy. En 1102, le vicomte Gaston IV  octroie à sa capitale Morlaàs un privilège, noyau du futur for de Morlaàs. Le for général, applicable à tout le Béarn, est promulgué en 1188 par Gaston VI de Béarn. Il inclut des clauses qui datent de la seconde moitié du XIe siècle.

### Nées auXIIesiècle
Guillaume Ier de Béarn, né en 1173 et décédé en 1224, il hérite des vicomtés de Béarn, de Gabardan et de Brulhois, devenant alors Guillaume Ier de Béarn, à la mort de son frère Gaston VI de Béarn. Se consacrant à son projet de croisade en Terre sainte, il doit d'abord pacifier le Béarn, et pour ce faire, il publie les fors de Morlaàs (1220) et d'Ossau (1221).

### Nées auXVIIIesiècle
Jean Bergeret, né en 1751 à Pontacq et décédé en 1813 à Pau, est un  médecin et un botaniste français, qui fut maire de Morlaàs durant la Révolution ;
Armand Lostalot (1752-1815), homme politique né et décédé à Morlaàs, député des Basses-Pyrénées de 1791 à 1792.
Louis-Antoine de Salinis, né en 1798 à Morlaàs et décédé en 1861, est un homme d'Église français, évêque d'Amiens de 1849 à 1856, puis archevêque d'Auch jusqu'en 1861. Il fait partie de la famille de Salinis, établie à Morlaàs depuis le XVIIe siècle.

### Nées auXIXesiècle
Jean Anne Henri Depaul (26 juillet 1811 à Morlaàs-22 octobre 1883 à Morlaàs), est professeur à la Faculté de médecine de Paris et président de l'Académie nationale de médecine. La commune lui a érigé un monument derrière l’église, avec son buste, œuvre d’Albert Bartholomé.

### Nées auXXesiècle
Bruno Lom, né en 1959 à Morlaàs, est un joueur de rugby français.